# Proiectul (Star Trek: Voyager)
„Proiectul” (titlu original: „Pathfinder”) este al 10-lea episod din al șaselea sezon al serialului TV american științifico-fantastic Star Trek: Voyager și al 130-lea episod în total. A avut premiera la 1 decembrie 1999 pe canalul UPN.
În acest episod apar două personaje din Star Trek: Generația următoare: Reginald Barclay și Deanna Troi. Acest episod marchează, de asemenea, primul contact al echipajului de pe Voyager cu Pământul după cel din „Mesaj într-o sticlă” (S4E14).

## Prezentare
Reginald Barclay se implică prea mult în interacțiunile sale cu reconstituirea holografică a echipajului navei USS Voyager, în încercarea de a-i contacta.  

## Actori ocazionali
- Dwight Schultz - Reginald Barclay
- Marina Sirtis - Deanna Troi
- Richard McGonagle - Pete Harkins
- Richard Herd - Adm. Owen Paris
- Peter Bevine - Security Guard
- Mark Daniel Cade - Technician